# Markham (Washington)
Pour les articles homonymes, voir Markham (homonymie).
Markham  est une census-designated place américaine de l'État de Washington dans le comté de Grays Harbor. 
La population était de 111 habitants en 2010.